# Dowódca Generalny Rodzajów Sił Zbrojnych
Dowódca Generalny Rodzajów Sił Zbrojnych – stanowisko etatowe dowódcy w rodzajach Sił Zbrojnych Rzeczypospolitej Polskiej przewidziane do obsadzenia przez żołnierza zawodowego w stopniu generała broni. Dowódca Generalny podlega Szefowi Sztabu Generalnego Wojska Polskiego i wykonuje swoje zadania przy pomocy Dowództwa Generalnego Rodzajów Sił Zbrojnych. Kadencja na stanowisku Dowódcy Generalnego wynosi trzy lata, z możliwością wyznaczenia na ponowną kadencję. 

## Właściwość
Dowódca Generalny jest organem, którego zadania, obowiązki i uprawnienia zostały określone w niżej wymienionych aktach prawnych:
- ustawie z dnia 23 września 1999 roku o zasadach pobytu wojsk obcych na terytorium Rzeczypospolitej Polskiej oraz zasadach ich przemieszczania się przez to terytorium[1];
- ustawie z dnia 4 września 2008 roku o ochronie żeglugi i portów morskich[2];
- ustawie z dnia 11 marca 2022 roku o obronie Ojczyzny[3].

Do zakresu działania Dowódcy Generalnego w szczególności należy:
1. realizacja programów rozwoju Sił Zbrojnych;
2. planowanie, organizowanie i prowadzenie szkolenia podległych jednostek wojskowych i związków organizacyjnych Sił Zbrojnych;
3. organizowanie mobilizacyjnego rozwinięcia wojsk;
4. szkolenie rezerw osobowych na potrzeby użycia w sytuacji kryzysowej lub w razie wojny oraz utrzymywanie ich w gotowości do tego użycia;
5. realizacja zadań dotyczących logistyki wojskowej w jednostkach wojskowych i związkach organizacyjnych Sił Zbrojnych;
6. współpraca z innymi organami i podmiotami w sprawach związanych z obronnością państwa;
7. zarządzanie i przeprowadzanie kontroli w podległych jednostkach wojskowych i związkach organizacyjnych na zasadach i w trybie określonych w przepisach ustawy z dnia 15 lipca 2011 roku o kontroli w administracji rządowej[4].

Z dniem 1 stycznia 2014 roku Minister Obrony Narodowej upoważnił Dowódcę Generalnego Rodzajów Sił Zbrojnych do powierzania żołnierzom zawodowym funkcji dowódców garnizonów oraz zwalniania z tej funkcji z wyjątkiem powierzania pełnienia funkcji dowódcy garnizonu w Garnizonie Miasta Stołecznego Warszawy oraz w garnizonie Sieradz.

## Historia
Stanowisko Dowódcy Generalnego Rodzajów Sił Zbrojnych zostało utworzone z dniem 1 stycznia 2014 roku na podstawie ustawy z dnia 21 czerwca 2013 roku o zmianie ustawy o urzędzie Ministra Obrony Narodowej oraz niektórych innych ustaw. Dowódca Generalny stał się następcą prawnym Dowódcy Wojsk Lądowych, Dowódcy Sił Powietrznych, Dowódcy Marynarki Wojennej i Dowódcy Wojsk Specjalnych, organów zniesionych z dniem 31 grudnia 2013 roku..
| Lp. | Zdjęcie | Imię i nazwisko              | Data mianowania na stanowisko |
| --- | ------- | ---------------------------- | ----------------------------- |
| 1.  |         | Lech Majewski (ur. 1952)     | 1 stycznia 2014               |
| 2.  |         | Mirosław Różański (ur. 1962) | 30 czerwca 2015               |
| 3.  |         | Jarosław Mika (ur. 1962)     | 7 lutego 2017                 |
| 4.  |         | Wiesław Kukuła (ur. 1972)    | 6 lutego 2023                 |
| 5.  |         | Marek Sokołowski (ur. 1966)  | 3 maja 2024                   |